# Drôle de meurtre
Pour plus de détails, voir Fiche technique et Distribution.
Drôle de meurtre (Remains to Be Seen) est un film américain en noir et blanc réalisé par Don Weis, sorti en 1953.

## Synopsis
À New York, Waldo Williams, le propriétaire d'un immeuble, batteur de jazz à ses heures, trouve l'un de ses locataires mort dans son appartement. Le médecin du défunt affirme que la mort est due à des causes naturelles, mais peu de temps après, un couteau est retrouvé enfoncé dans la poitrine du cadavre. Pour compliquer la situation, Jody, la nièce et héritiers du défunt, entre en scène. Elle aimerait renoncer à l'héritage, mais change d'avis quand elle apprend que les biens de son oncle iraient à la désagréable Valeska Chauvel. Waldo tombe amoureux de Jody, qui est chanteuse de jazz. Mais elle est courtisée par l'avocat Benjamin Goodman, l'amant de Valeska Chauvel.

## Fiche technique
- Titre original : Confidentially Connie
- Titre français : Drôle de meurtre
- Réalisation : Don Weis
- Scénario : Sidney Sheldon, d'après la pièce de Broadway Remains to Be Seen (1951) de Russel Crouse et Howard Lindsay.
- Musique : Jeff Alexander
- Photographie : Robert H. Planck
- Montage : Cotton Warburton
- Producteur : William Kaplan
- Société de production et de distribution : Metro-Goldwyn-Mayer
- Pays de production :  États-Unis
- Langue d'origine : anglais américain
- Format : noir et blanc — 35 mm — 1,37:1 — son : mono (Western Electric Sound System)
- Genre : comédie policière, film musical
- Durée : 88 minutes
- Dates de sortie : 
  - États-Unis : 15 mai 1953
  - France : 14 mai 1954

## Distribution
- June Allyson : Jody Revere
- Van Johnson : Waldo Williams
- Louis Calhern : Benjamin Goodman
- Angela Lansbury : Valeska Chauvel
- John Beal : Dr Glenson
- Dorothy Dandridge : elle-même
- Barry Kelley : lieutenant O'Flair
- Sammy White : Ben
- Helene Millard : Mme Bennett
- Richard Simmons : le maître de cérémonie